# Nacoleia sibirialis
Nacoleia sibirialis is een vlinder uit de familie van de grasmotten (Crambidae), uit de onderfamilie van de Spilomelinae. De wetenschappelijke naam van deze soort is voor het eerst gepubliceerd in 1879 door Pierre Millière.
De spanwijdte bedraagt 15 tot 18 millimeter.
De soort komt voor in het verre oosten van Rusland, China, Korea en Japan.